# Torresitrachia bathurstensis
Torresitrachia bathurstensis är en snäckart som först beskrevs av Smith 1894.  Torresitrachia bathurstensis ingår i släktet Torresitrachia och familjen Camaenidae. Inga underarter finns listade i Catalogue of Life.